# 폴리오바이러스

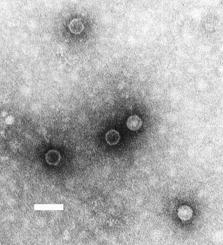

폴리오바이러스(poliovirus)는 소아마비의 병원체로서 피코르나바이러스과 엔테로바이러스 C종(種)의 혈청형이다.
폴리오바이러스는 RNA 게놈과 단백질 캡시드로 구성된다. 게놈은 대략 7500 뉴클레오타이드 길이의 외가닥 양성 RNA 게놈이다.
바이러스 입자는 지름 약 30 nm의 정20면체대칭이다. 길이가 짧은 게놈이면서 이를 감싸는 비피막(nonenveloped) 형태의 20면체 단백질이라는 단순한 구성으로 인해 폴리오바이러스는 가장 단순하고 중요성 있는 바이러스로 널리 간주된다.
폴리오바이러스는 1909년 카를 란트슈타이너와 어윈 포퍼가 처음 분리해냈다. 이 바이러스의 구조는 로절린드 프랭클린이 주도하는 버크벡 칼리지의 한 팀에 의해 X레이 회절을 이용하여 처음 상세화되었으며,
폴리오바이러스가 정20면체대칭을 이루고 있음을 증명하였다.
1981년, 폴리오바이러스 게놈이 2개의 각기 다른 연구원 팀들에 의해 출판되었다. 즉, 하나는 MIT의 빈센트 라카니엘로와 데이비드 볼티모어에 의해, 다른 하나는 스토니브룩 대학교의 기타무라 나오미와 에카드 위머(Eckard Wimmer)에 의해 출판되었다. 폴리오바이러스는 특징이 가장 잘 설명된 바이러스들 가운데 하나이며 RNA 바이러스의 생물학 이해를 위한 유용한 모델 시스템이 되고 있다.